# Bothriocroton auruginans
Bothriocroton auruginans är en fästingart som beskrevs av Schulze 1936. Bothriocroton auruginans ingår i släktet Bothriocroton och familjen hårda fästingar. Inga underarter finns listade.